# David Taylor (sporttisztviselő)
David Taylor (Forfar, 1954. március 14. – 2014. június 24.) skót sporttisztviselő, az Európai Labdarúgó-szövetség korábbi főtitkára.

## Életpályája
Taylor az Edinburgh-i Egyetemen szerzett jogi végzettséget, és 1985-ig ügyvédként praktizált. Időközben MSc. és MBA szakokon szerzett közgazdász diplomát, és lett a  Scottish Development Agency alkalmazottja, mielőtt a Scottish Trade International igazgatója lett.
1999-ben a Skót labdarúgó-szövetség főigazgatója lett. 2002-től az UEFA Ellenőrző és Fegyelmi Bizottságának tagja volt, 2007-ben pedig Lars-Christer Olsson lemondása, és Gianni Infantino ideiglenes kinevezése után megválasztották az UEFA főtitkárának, ekkor lemondott hazája szövetségében betöltött pozíciójáról.
2009 októberében átvette az UEFA újonnan induló marketing ágazatának vezetését.